# Harutaeographa
Harutaeographa is een geslacht van vlinders van de familie Uilen (Noctuidae), uit de onderfamilie Hadeninae.

## Soorten
- H. bicolorata Hreblay & Ronkay, 1998
- H. brahma Hreblay & Ronkay, 1998
- H. brumosa Yoshimoto, 1994
- H. caerulea Yoshimoto, 1993
- H. castanea Yoshimoto, 1993
- H. cinnamomea Moore, 1881
- H. diffusa Yoshimoto, 1994
- H. fasciculata Hampson, 1894
- H. izabella Hreblay & Ronkay, 1998
- H. pallida Yoshimoto, 1993
- H. rubida Hampson, 1894